# Гриша Филипов
Вижте пояснителната страница за други личности с името Георги Филипов.
Георги (Гриша) Станчев Филипов е министър-председател на България от 1981 до 1986 г., член на Държавния съвет на НРБ, виден политик от БКП (секретар и член на Политбюро на ЦК на БКП).

## Биография
Гриша Филипов е роден в семейство на българин емигрант в Кадиевка, Украйна, на 13 юли 1919 г. Живее в Украйна до 1936 г. Пристига в България и се установява в родното село на баща си Дойренци, Ловешко.
Активен член на Работническия младежки съюз от 1936 г. Завършва Смесена гимназия „Цар Борис III“ (Ловеч) (1939). Участва в дейността на БРП (к) от 1940 г. Бил е секретар на районен и член на Околийски комитет на БКП. Включва се в Съпротивителното движение по време на Втората световна война. През 1942 г. е осъден на 12 години затвор по ЗЗД. Присъдата излежава в Ловешкия затвор.
След 9 септември 1944 г. е ръководител на Отечествения фронт в Ловешко. След това е член на Бюрото на Околийския комитет на БКП в Ловеч и сътрудник на Областния комитет на БКП в Плевен. После е служител в Министерството на индустрията.
През 1951 г. завършва икономика в Москва. След това работи в Комитета за наука, изкуство и култура. Преподавател е по политикономия във Висшия машинно-електротехнически институт в София.
От 1958 г. работи в апарата на Централния комитет на БКП, а от 1964 г. – на Министерския съвет. По онова време ръководи работна група, разработила Новата система на планиране и ръководство на народното стопанство. През 1968 г. става първи заместник-председател на Държавния комитет по планиране с ранг на министър. От 1971 г. е член на Държавния съвет. Той е министър-председател на НРБ (1981 – 1986), след което отново е член на Държавния съвет до края на 1989 г.

## Семейство
Гриша Филипов е женен за Величка Филипова. Имат 3 сина:
- Орлин, с дъщеря Людмила (писателка);
- Лъчезар, с 2 дъщери от бившата си съпруга Евгения – Величка и Димана;
- Чавдар, с 2 сина.

## Награди
- „Герой на социалистическия труд“ (1979)
- „Герой на Народна република България“ (1989)
- Орден „Георги Димитров“ (1979)
- Орден „Георги Димитров“ (1989)
- Орден „13 века България“ (1984)
- Орден „Народна република България“ I ст.
- Орден „Дружба между народите“ (СССР, 1981)
- Орден „Октомврийска революция“ (СССР, 1982)
- Орден „Клемент Готвалд“ (ЧССР, 1984)
- Орден „Карл Маркс“ (ГДР)